# Гадяч
Га́дяч (Гадяче, укр. Га́дяч) — город в Полтавской области Украины. 
Населённый пункт входит в Миргородский район. Бывший административный центр упразднённого Гадячского района (до 2020 года), в котором составлял Гадячский городской совет.

## Географическое положение
Город Гадяч находится на правом берегу реки Псёл (левый приток Днепра) у впадения в неё реки Грунь. Реки в этом месте извилистые, образуют лиманы, старицы и заболоченные озёра.
Выше по течению на расстоянии в 1,5 км расположено село Хитцы, ниже по течению на расстоянии в 2,5 км расположено село Малые Будища, на противоположном берегу — село Вельбовка.

## История
Название Гадяч вероятно произошло от антропонима Гадяк с основой Гаад (еврей). Это, в настоящее время устаревшее древнерусское христианское слово, употреблялось как ассоциация с апеллятивом «гад» — «гадюка», то есть «гадючья местность». В 1990—2000-х здесь размещался центр хасидизма[уточнить].

В 1634 году поселение стало административным центром староства Речи Посполитой.

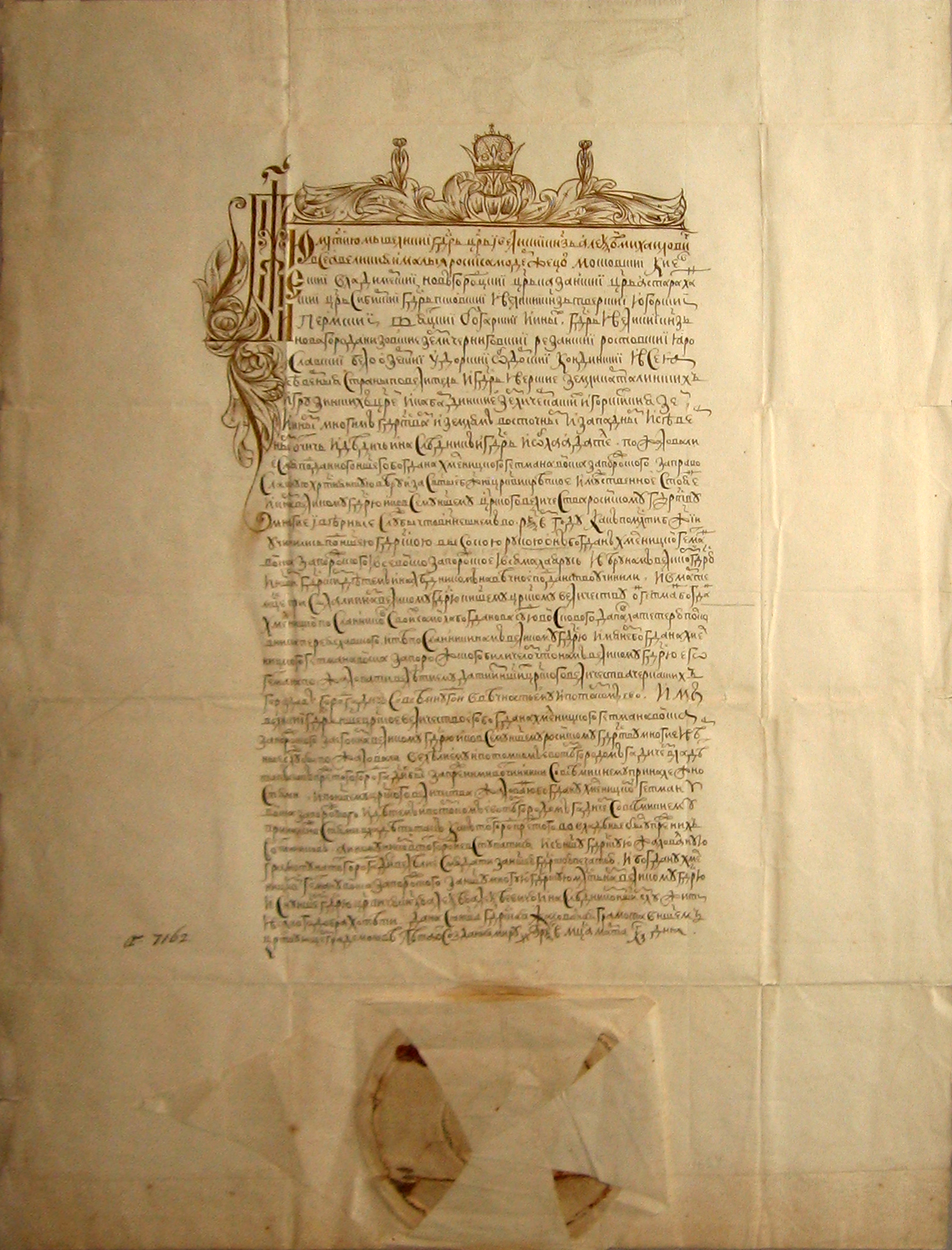
Грамота царя Алексея Михайловича Богдану Хмельницкому на владение Гадячем (1654 год)

Население города Гадяча активно участвовало в начавшейся в 1648 году Освободительной войне, после начала восстания город стал центром Гадячского полка, командование которым принял сподвижник Богдана Хмельницкого Кондрат Бурляй. После присоединения края к России, Гадяч с округом был пожалован Богдану Хмельницкому. После его смерти обращен в ранговое имение гетманов.
В сентябре 1658 года Иваном Выговским с Польшей были подписаны Гадячские статьи.
С 1663 года на 5 лет город превращается в административную столицу Войска Запорожского. Гетман Иван Брюховецкий, который перенёс сюда свою резиденцию, перестраивает Гадячскую крепость — сносит старый деревянный замок, административные здания, возводит новые укрепления и церкви. Здесь же он был и похоронен в 1668 году.
Во время Северной войны Карл XII устроил в Гадяче лазарет для своих войск.
В 1726 году Екатерина I отдала Гадяч с подчинёнными ему городками, сёлами и слободками князю Меншикову, через четыре года эта территория стала собственностью гетмана Войска Запорожского Даниила Апостола. С первой половины XVII века Гадяч имеет свой герб, утверждённый в 1782 году.
Казаки Гадячского полка, которым руководили в разное время известный казацкий летописец Григорий Грабянка, меценат Михаил Борохович участвовали и прославили себя храбростью и отвагой в походах на Азов и в Прибалтику, неоднократно поднимали народ на борьбу с старшинским произволом.
C 20 октября (ст. ст.) 1721 года по 1 сентября (ст. ст.) 1917 года в составе Российской империи. В 1764 году замок Гадяча и все принадлежащие к нему имения пожалованы Кириллу Разумовскому. В 1785 году Гадяч куплен в имперскую казну и передан в ведение городского управления.
По ревизии 1782 года в городе Гадяче насчитывалось: мужчин — 1827, женщин — 1907, а всего 3734 души, за подворных переписи 1791 году: мужчин — 3228, женщин — 3313, всего 6541 душа, домов каменных — 50, деревянных — 950, магазинов — 102, всего 1102 дома, мелких промышленных и ремесленных заведений 16, мельниц ветровых — 9, водяной — 3, православных церквей — 4, городское училище, городской банк.
В XVIII—XIX веках Гадяч — уездный город Малороссийской, а впоследствии Полтавской губернии, где действовали уездное и приходское училища, больница и госпиталь, четыре церкви и два еврейских молитвенных дома, почтовая станция, где ежегодно проводилось 5 больших ярмарок на которые съезжалось купечество из Слобожанщины, Полтавщины, российских губерний. Учитывая равноудалённость от Полтавы, Харькова, Сум, Киева было начато строительство железной дороги, что должно было существенно ускорить развитие города.

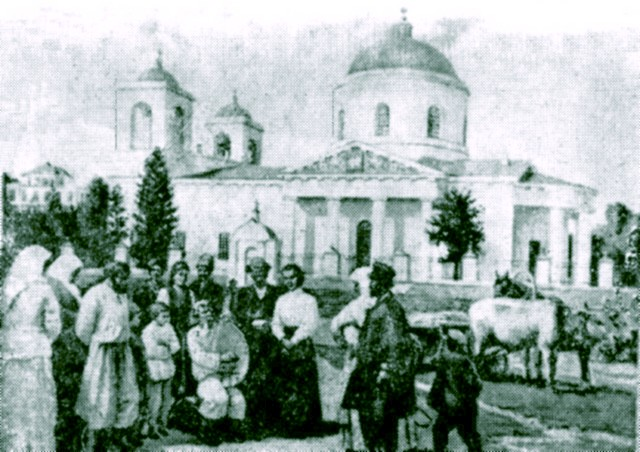
Леся Украинка и Климент Квитка возле собора Успения Богородицы

После объявления манифеста, 17 октября 1905 года, в уездном городе прошли еврейские погромы. 2 января 1906 года в Гадяче началось издание местной газеты.
С 1 сентября (ст. ст.) по 25 октября (ст. ст.) 1917 года в составе Российской республики. Далее началась Гражданская война.
C 29 апреля по 14 декабря 1918 года во время Гражданской войны в России 1918—1923 годов в составе Украинской державы в условиях германской оккупации.
В довоенный период Гадяч превратился в культурный центр района. В педагогическом техникуме готовились кадры учителей младших классов, с однолетней сельскохозяйственной школы выходили специалисты для огородных бригад колхозов, медицинских сестер готовила медицинская школа. Школьники учились в двух средних и семилетней школах. Работали районный Дом культуры, кинотеатр, дом пионеров.
В ходе Великой Отечественной войны 27 сентября 1941 года года Гадяч был оккупирован наступавшими немецкими войсками. Были уничтожены производственные и жилые помещения в городе и районе. Педагогический техникум и медицинскую школу заняли под казармы, среднюю школу № 2 превратили в полицейский застенок, в поликлинике устроили комендатуру, в детских яслях — жандармерию. Пять тысяч жителей района было принудительно отправлено на работу в Германию.
26 февраля 1943 года Гадяч был освобождён частями 340-й стрелковой дивизии 40-й армии Воронежского фронта в ходе Харьковской наступательной операции 2.02.-3.03.1943 года:
1 марта 1943 года снова оккупирован.
11 сентября 1943 года Гадяч был окончательно освобождён от гитлеровских германских войск советскими войсками Воронежского фронта во время наступления на киевском направлении в ходе битвы за Днепр:
- 40-й армии в составе: 38-й сд (полковник Богданов, Александр Владимирович) 47-го стрелкового корпуса (генерал-майор Грязнов, Афанасий Сергеевич).
- 47-й армии в составе: 23-го стрелкового корпуса (генерал-майор Чуваков, Никита Емельянович) в составе: 23-й сд (генерал-майор Королёв, Александр Игнатьевич), 337-й сд (генерал-майор Ляскин, Григорий Осипович); 88-й тяжёлой гаубичной артбригады (полковник Кофанов, Владимир Иванович), части сил 47-й гаубичной артбригады (полковник Струев, Андрей Степанович).
- 2-й воздушной армии в составе: части сил 291-й штурмовой авиадивизии (полковник Витрук, Андрей Никифорович); 256-й истребительной авиадивизии (полковник Герасимов, Николай Семёнович) 5-го истребительного авиакорпуса (генерал-майор авиации Галунов, Дмитрий Павлович).[11]

В боях за город погибли многие воины, в том числе командарм 47-й армии генерал-лейтенант П. П. Корзун, Герой Советского Союза гвардии капитан Е. П. Кочергин, офицеры И. И. Шарипов, М. А. Карнаухов и другие.
На разных фронтах мужественно боролись тысячи жителей города. Более 5000 человек отмечены боевыми орденами и медалями СССР. Высокого звания Героя Советского Союза удостоены Н. С. Чирка, Н. Ф. Лимонь, М. Л. Величай. Кавалером трёх орденов Славы стал В. С. Боряк, 13 человек удостоены его дважды.
В 1958 году здесь была открыта специализированная школа-интернат (в дальнейшем ставшая одной из лучших в СССР).
В 1969 году население составляло 13,2 тыс. человек, здесь действовали сыродельный завод, кирпичный завод, восковой завод, асфальто-бетонный завод, птицекомбинат и культурно-просветительское училище.
В январе 1989 года численность населения составляла 24 375 человек, основой экономики являлись предприятия пищевой промышленности и производство стройматериалов.
В мае 1995 года Кабинет министров Украины утвердил решение о приватизации находившихся в городе АТП-15337, комбикормового завода, воско-вощинного завода и райсельхозхимии, в июле 1995 года было утверждено решение о приватизации городского хлебозавода и ПМК-171.
С начала вторжения России в Украину к Гадячу прорывались российские танковые соединения, на подступах к городу велись бои.

## Население
В 1897 году в городе насчитывалось около 8 тысяч человек (украинцев — 73 %, евреев — 24 %).
На 1 января 2013 года численность населения составляла 24 196 человек.

### Языковой состав
Родной язык населения по данным переписи 2001 года:
| Язык       | Численность, чел. | Доля     |
| ---------- | ----------------- | -------- |
| Украинский | 21 215            | 95,28 %  |
| Русский    | 957               | 4,30 %   |
| Другие     | 95                | 0,42 %   |
| Итого      | 22 267            | 100,00 % |

24 июля 2023 года на сайте Гадячского городского совета появилась петиция с просьбой наложить мораторий на публичное использование русскоязычного культурного продукта на территории Гадячской городской территориальной общины. 11 августа 2023 года решением Гадячского городского совета в Гадяче и общине был введён мораторий на публичное использование русскоязычного культурного продукта.

## Современность
В городе работают вентиляторный завод «Горизонт», ДП «Гадячсыр», мясокомбинат. Пользуется спросом продукция кирпичного завода, завода домостроения.
- «Гадячгаз» ПАО
- Гадячский элеватор, ОАО.
- Гадячский кирпичный завод, ООО.
- Гадячский мясокомбинат.
- Гадячский завод ЖБИ, ООО.
- Гадячский хлебозавод (находится в стадии банкротства).
- Гадячский гослесхоз, ГП.
- Гадячская межколхозная передвижная механизированная колонна.
- «Горизонт», вентиляторный завод, АО.
- ООО Гадячский завод продтоваров «Искра».
- «Гадячская вощина», ООО.
- Гадячский завод строительства домов.
- «Гадяч», издательство, КП.
- Гадячсортсемовощ, ОАО.
- ЗАО «Гадячсыр»
- ООО «АСК»

Гадяч считается городом работников нефтяной и газовой промышленности. Социально-экономическое развитие города, его благоустройство в большинстве связан с нефтегазодобывающей промышленностью. Разведчики недр, буровики, операторы, транспортники и строители — такие ведущие профессии распространены в городе.
Стало доброй традицией проводить ежегодно 12 сентября день города.

## Транспорт
Через город проходят автомобильные дороги Т-1705, Т-1706, Т-1718 и Т-1904.
Железнодорожная станция Гадяч — конечная станция железнодорожной ветки от станции Лохвица. С 1 февраля 2016 года — станция Гадяч имени Сергиенко Николая Ивановича (названа в память о заместителе гендиректора «Укрзализныцы»).

## Объекты социальной сферы

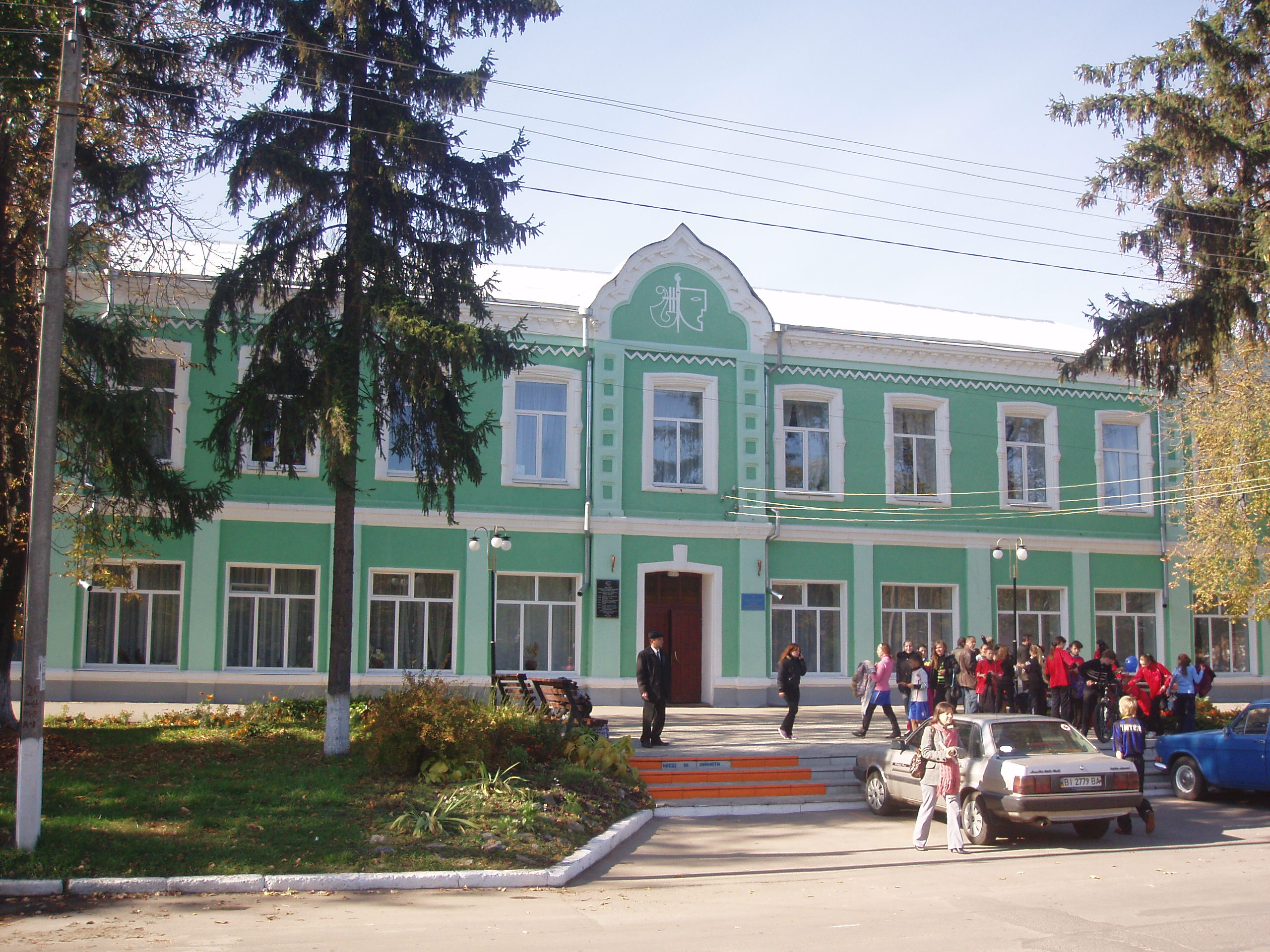
Гадячское училище культуры им. И. П. Котляревского

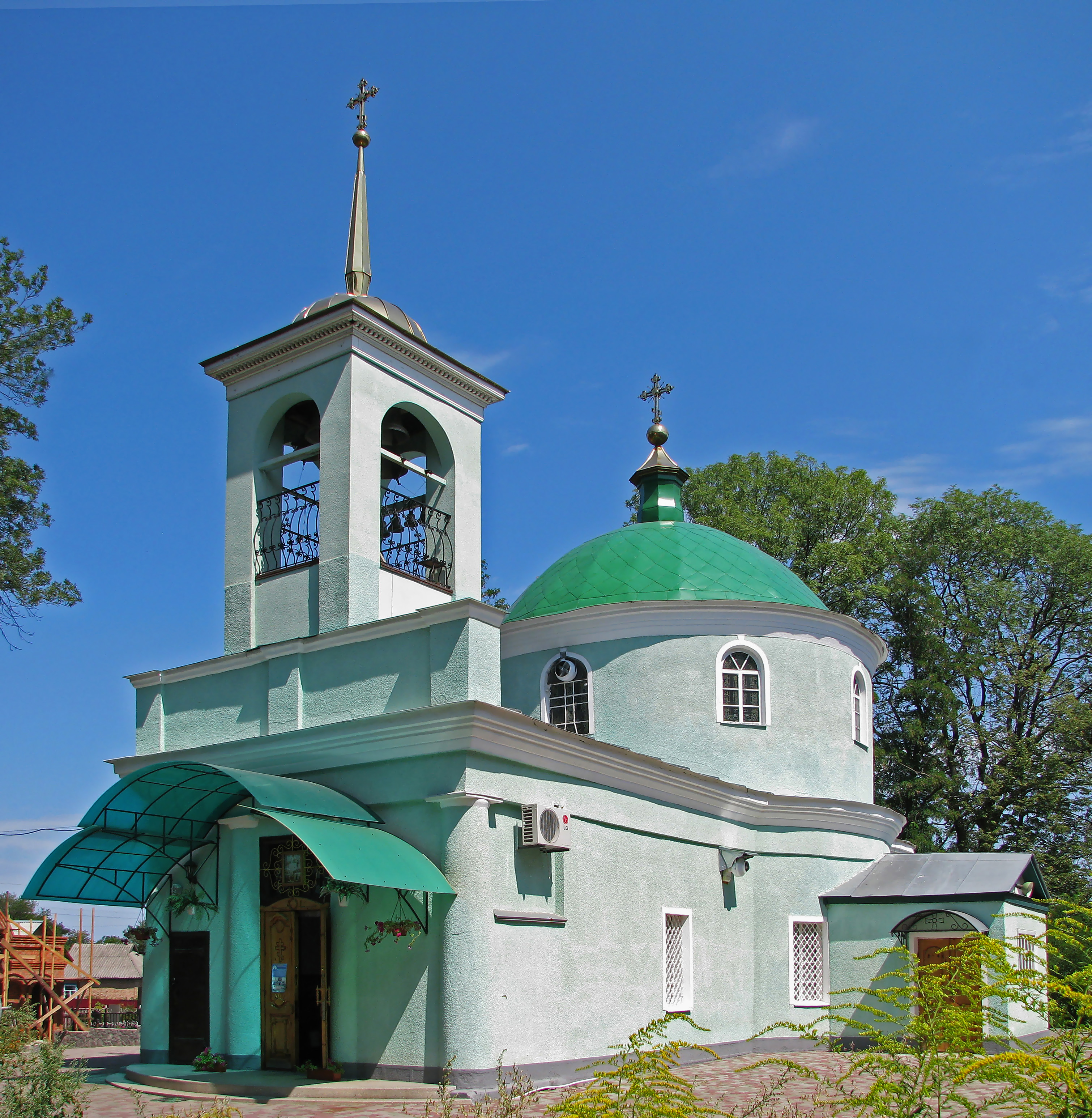
Всехсвятская церковь XIX ст.

- Гадячский профессиональный аграрный лицей.
- «Горизонт», детский оздоровительный лагерь.
- Гадячский областной туберкулезный санаторий.
- Гадячское государственное училище культуры им. И. П. Котляревского.

## Достопримечательности
- Успенский собор и Всехсвятская церковь — памятники архитектуры 1830-х гг.
- Гадячский региональный ландшафтный парк.
- Литературно-мемориальный музей семьи Драгомановых.
- Могила (охель) Алтер-Рэбэ (основателя движения Хабад) привлекает паломников-иудеев из разных стран мира.
- Памятник генерал-лейтенанту Корзуну П. П. (1958 г.; ск. Козловский И. И.; арх. Заварзин А. А.);

## Знаменитые уроженцы
- Леонид Заднепровский — украинский актёр.
- Козаченко, Антон Иванович (1900―1962) ― украинский историк, библиограф, книговед, профессор.
- Михаил Крат — генерал-хорунжий УНА.
- Ольга Косач — писательница, публицист, этнограф.
- Юрий Сомов — украинский архитектор и дизайнер.
- Владимир Леонтович — украинский архитектор-реставратор, геодезист и инженер-строитель.
- Михаил Петрович Драгоманов — украинский учёный и критик, публицист, историк, философ, экономист, фольклорист, общественный деятель, основатель украинского социализма.